# Charles Romley Alder Wright
Charles Romley Alder Wright (ur. 1844 w Southend, zm. 1894) – brytyjski chemik i fizyk, w 1874 r. jako pierwszy zsyntetyzował heroinę.

## Życiorys
Urodził się w 1844 r. w Southend w Esseksie, jego ojciec Romley Wright był inżynierem, opublikował też pracę nt. geologii hrabstwa Salop. W dzieciństwie przeniósł się z rodziną do Manchesteru. Uczył się inżynierii na Owens College, osiągając wybitne wyniki i uzyskując nagrody w dziedzinie chemii, fizyki, matematyki czy łaciny. Ponieważ szkoła posiadała dobrze wyposażone laboratorium chemiczne, Wright rozwinął w sobie szczególne zamiłowanie do chemii eksperymentalnej.
Swoją pierwszą pracę opublikował w 1866 r., dotyczyła ona czułości papieru fotograficznego w zależności od rodzaju zastosowanej soli. Pomimo zainteresowania pracą naukową, zmuszony był szukać pracy w przemyśle i przyjął pracę chemika w Weston Works of the Runcorn Soap and Alkali Compain. W nowej pracy prowadził badania nad produkcją kwasu siarkowego i zasad, a główne wnioski publikował w Journal of the Chemical Society i Chemical News. Wkrótce potem został asystentem w St. Thomas’s Hospital w Londynie. W 1869 r. współpracował z sir Lowthianem Bellem w badaniach nad wytapianiem żelaza, które ten ostatni opublikował w pracy On the Principles of the Manufacture of Iron and Steel.
Był asystentem Augustusa Matthiessena, z którym podjął badania nad alkaloidami opioidowymi. Wraz z nim, przez ogrzewanie morfiny ze stężonym kwasem solnym, wyprodukował w 1869 r. używaną potem w medycynie apomorfinę (już w 1845 r. uzyskał ją Adolf Edvard Arppe, ale odkrycie pozostało szerzej nieznane), a w 1870 r. ustalili razem, że kodeina jest monometylowym eterem morfiny. Po śmierci Matthienssena w 1870 r. Wright kontynuował badania i w ciągu 4 kolejnych lat opublikował dziewięć prac o pochodnych morfiny.
Od 1871 r. został wykładowcą chemii w St. Mary’s Hospital Medical School w Londynie i pracował tam do śmierci. Prowadził prace nad terpenami, naturalnymi alkaloidami, narceiną, kotyniną i hydrokotyniną. Wright przykładał wagę do badań na styku chemii i fizyki, m.in. wraz z prof. Robertsem-Austenem wykonywał pomiary ciepła właściwego wodoru, a swoje prace przesyłał także do Physical Society.
Poszukując nieuzależniających alternatyw dla morfiny, eksperymentował mieszając ją z różnymi kwasami. Po kilkugodzinnym gotowaniu bezwodnego alkaloidu morfiny z bezwodnikiem octowym udało mu się otrzymać w 1874 r. diacetylomorfinę (heroinę). Wright usiłował podawać odkrytą substancję psom, jednak bez powodzenia. Prowadzone krótko potem w Owens College w Manchesterze testy na psach i królikach wypadły negatywnie: zaobserwowano skrajne wyczerpanie, zwierzęta laboratoryjne wpadały w depresję, cierpiały na bezsenność, nadwrażliwość oczu, ślinotok i traciły kontrolę nad odruchami. Heroinę ponownie odkrył Heinrich Dreser, a metodę jej produkcji opracował Felix Hoffmann; wówczas też nadano jej tę nazwę.
Autor artykułów o destylacji dziegciu i produktach z tego surowca do Muspratt’s Dictionary, artykułów o żelazie i stali dla Encycloppedia Britannica, artykułów o mydle, siarce i kwasie siarkowym do Thorpe’s ' Dictionary of Applied Chemistry. Autor podręcznika Metals and their chief industrial applications (1878 r.), który bazował na jego serii wykładów wygłoszonej w Royal Institution.
Członek Royal Society od 1881 r., członek założyciel Royal Institute of Chemistry of Great Britain and Ireland i jego pierwszy skarbnik od 1877 do 1884 r., członek założyciel Physical Society.
Przez całe życie cierpiał z powodu bólu stawu biodrowego, który z czasem doprowadził go do niepełnosprawności. Zmarł nagle 25 czerwca 1894 r.